# Trzęsidłowce
Trzęsidłowce (Nostocales) – rząd sinic. Trychomy 1 rzędu mają rozgałęzienia pozorne lub nie mają żadnych rozgałęzień. Okryte są pochwą.
Występują zarodniki nieprzetrwalne (wszystkie rodzaje spor, w tym hormogonia) i przetrwalne czyli akinety.
W przeciwieństwie do niektórych innych tradycyjnie wyróżnianych grup sinic, badania molekularne wykazują, że Nostocales to takson monofiletyczny.
Dzięki obecności heterocyst wielu przedstawicieli jest zdolnych do diazotrofii i wzrostu w środowisku ubogim w formy azotu typowo przyswajalne dla organizmów. To z kolei jest wykorzystywane przez żyjące z nimi w symbiozie inne organizmy. Niektórzy przedstawiciele (z rodzaju trzęsidło) wchodzą w skład porostów. Inni żyją endosymbiotycznie wewnątrz sagowców, wątrobowców czy paproci. Wiązanie azotu cząsteczkowego przez Anabaena azollae współżyjącą z wodną paprocią Azolla pozwala na stosowanie tego układu jako zielonego nawozu na polach ryżowych.
Wiele (zwłaszcza z rodzaju Anabaena) żyje w planktonie, jako glony nitkowate, nierzadko osiągając dominującą pozycję i doprowadzając do zakwitów.

Niektóre gatunki, np. Raphidiopsis raciborskii, wytwarzają toksyny sinicowe. 
Wybrani przedstawiciele:
- Anabaena
- Aphanizomenon(inne języki)
- Calothrix(inne języki)
- Cylindrospermum(inne języki)
- Cylindrospermospsis
- Nodularia(inne języki)
- trzęsidło – Nostoc